# 1967년 나우루 독립법
1967년 나우루 독립법(영어: Nauru Independence Act 1967)은 오스트레일리아 의회의 법률로, 나우루의 독립과 오스트레일리아가 관리하던 유엔 신탁통치령으로서의 지위 종료를 가져왔다.
이 법률은 오스트레일리아 정부가 나우루에게 독립할 날짜를 선포할 권한을 부여했으며(이후 1968년 1월 31일로 지정), 이 날짜에 오스트레일리아는 나우루에 대한 모든 권한을 포기하고 나우루와 관련된 모든 기존 오스트레일리아 법률은 폐지되었다. 또한 나우루 입법회에 헌법 제정 회의를 소집하고 나우루 헌법을 제정할 권한을 부여했다.

## 배경
오스트레일리아는 1914년 나우루가 점령된 이후부터 일본의 나우루 점령 기간인 제2차 세계 대전 시기를 제외하고 나우루를 통치해왔다. 1947년에 나우루는 오스트레일리아, 뉴질랜드, 영국을 공동 신탁통치국으로 하고 오스트레일리아가 관리 당국인 신탁 통치 상황에 놓이게 되었다. 이는 국제연맹 위임통치령을 대체한 것이었다.
나우루에 대한 오스트레일리아의 행정은 연방 정부가 임명한 행정관이 맡았다. 최고 추장 티머시 데투다모와 해머 드로부르트가 이끄는 나우루 지방 정부 위원회(NLGC)는 나우루의 더 큰 자치권과 독립을 추구하기 시작했으며, 이는 영국 인산염위원회 (BPC)의 미래에 대한 우려로 인해 오스트레일리아에 의해 처음에는 저항을 받았다.
1965년 12월, 오스트레일리아 의회는 1965년 나우루법(1965 Nauru Act)을 통과시켰는데, 이 법은 현지에서 선출된 입법회를 설립하여 지방 조례를 제정할 권한(행정관 및 오스트레일리아 정부의 불허권 적용)과 행정관에게 자문할 집행위원회를 설립할 수 있도록 했다. 그럼에도 불구하고 NLGC는 완전한 독립을 계속 추진했고 1966년 12월 유엔 총회는 NLGC의 입장을 지지하기로 결의했다. 1967년 4월, 캔버라에서 열린 최종 협상 결과, 오스트레일리아 정부는 나우루의 완전한 독립과 BPC 자산을 나우루로 이전하는 단계적 전환에 동의했다. 1967년 6월에는 나우루 인광석 산업 협정이 체결되었다.

## 입법
1967년 10월 24일, 오스트레일리아 영토부 장관 찰스 반스는 오스트레일리아 하원에 성명을 발표하며 나우루에 완전하고 무조건적인 독립이 부여될 것이라고 밝혔다. 반스는 이후 1967년 10월 26일 하원에 1967년 나우루 독립법안을 제출했다. 하원과 상원을 통과한 후, 1967년 11월 10일에 법안에 대한 재가가 내려졌다. 나우루의 독립은 오스트레일리아에서 양당의 지지를 받았지만, 상원 의원 매그너스 코맥은 나우루가 독립 국가로서 성공할 것인지에 대해 회의적이었고, 인산염 매장량이 고갈되면 해양에서 가장 거대한 빈민촌이 될 것이라고 예측했다.
나우루 독립법은 네 개의 조항으로 구성되어 있다. 제2조는 오스트레일리아 정부에 나우루 독립일의 날짜를 정할 권한을 부여했으며, 이는 나우루 지도자들과의 협의를 거쳐 1968년 1월 31일로 정해졌다. 제3조는 나우루 입법회에 나우루 헌법 제정 의회 수립에 대한 조례를 만들 권한을 부여했으며, 제4조는 나우루 독립일부터 모든 기존의 오스트레일리아 법률이 나우루에 적용되지 않으며 나우루에 대한 오스트레일리아의 모든 권한이 포기될 것이라고 규정했다.

## 이후

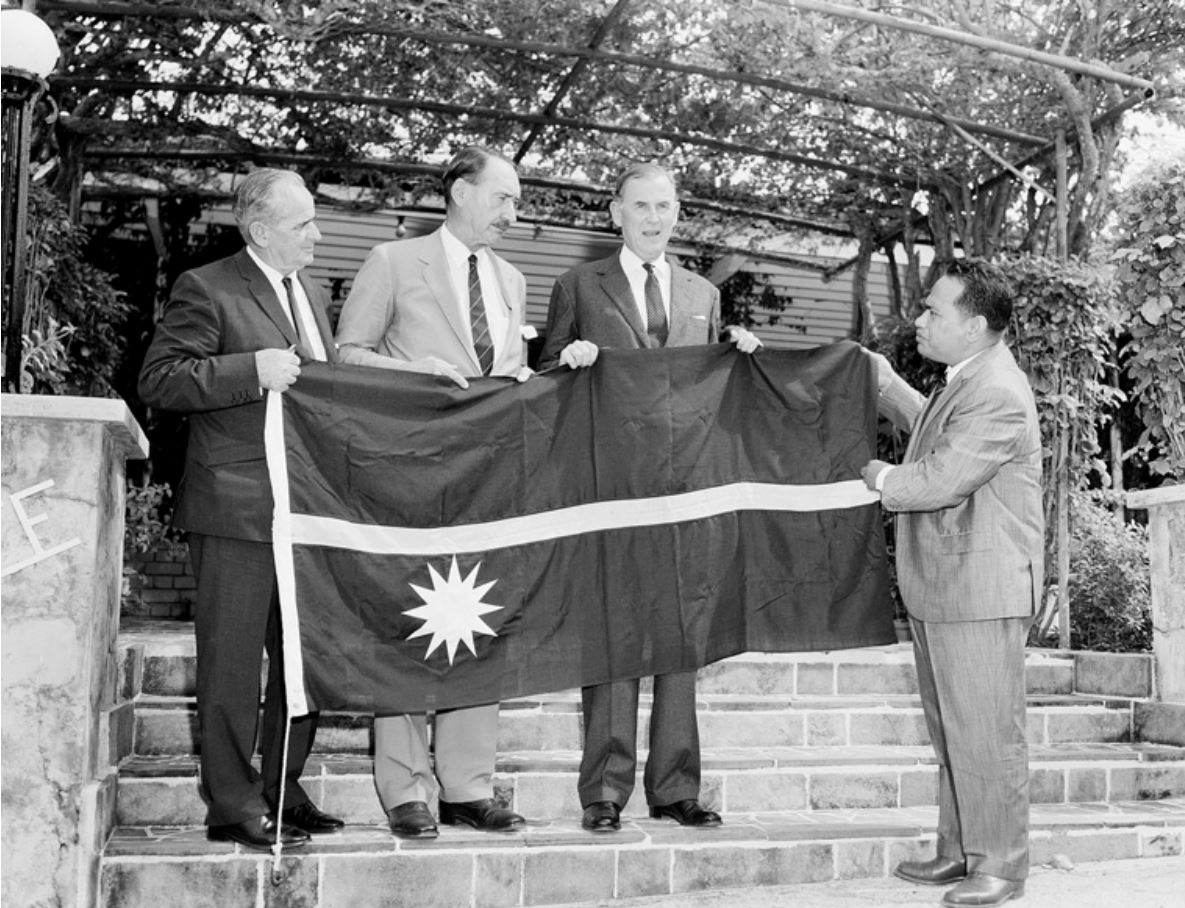
독립기념일에 나우루 지도자 해머 드로부르트(오른쪽)와 이전 위임통치국의 대표들. 왼쪽부터 더글러스 카터(뉴질랜드), 찰스 반스(오스트레일리아), 찰스 존스턴(영국)이다.

이 법률이 통과된 후, 유엔 신탁 통치 이사회는 1967년 11월에 특별 회의를 소집하여 독립을 승인하고 1947년 채결된 신탁 통치 협정이 독립 시점에 종료될 것임을 확인했다.
나우루 헌법 제정 회의는 1967년 12월 선거를 거쳐 1968년 1월에 열렸다. 헌법 제정 회의는 새로운 입법회의 첫 의원들을 선출한 의회 선거 며칠 후인 1968년 1월 29일에 나우루 헌법의 최종판을 만장일치로 채택했다. 나우루의 독립 기념일 축하 행사는 1968년 1월 31일 나우루섬에서 열렸으며, 오스트레일리아 총독 리처드 케이시와 유엔 사무차장 이수푸 사이두제르마코예가 참석했다.

## 같이 보기
- 1975년 파푸아뉴기니 독립법